# Bluźnierca
Bluźnierca – pierwszy solowy album kieleckiego rapera Kajmana. Został wydany 28 stycznia 2008 roku nakładem niezależnej wytwórni muzycznej Juicey - Juice Promotion. W celu promocji został nakręcony teledysk do utworu "To jest Kajman!".

## Lista utworów
Opracowano na podstawie materiału źródłowego.
1. "W jedną stronę" (produkcja: DJ Vasquez)
2. "To jest Kajman!" (produkcja: Henson)[A]
3. "Czasem..." (produkcja: PRW.RS)
4. "Myśli / Défoulement" (produkcja: PRW.RS, gościnnie: Joker, Saxo)
5. "Pociąg z forsą" (produkcja: David Gutjar)
6. "Reminiscencje" (produkcja: PRW.RS)
7. "Pół żartem pół serio" (produkcja: PRW.RS, gościnnie: Elem)
8. "Nikt z nas nie ma racji" (produkcja: David Gutjar)
9. "Chcą mieć wszystko" (produkcja: PRW.RS, gościnnie: Jogas, Janek, Joker, BRX)
10. "Chciałbym coś powiedzieć" (produkcja: PRW.RS)
11. "Kogo to obchodzi" (produkcja: PRW.RS, gościnnie: Pawlak)
12. "Dotyk" (produkcja: DJ Vasquez, gościnnie: Blemia)
13. "Prywatny ból" (produkcja: PRW.RS)
14. "Jestem w porządku" (produkcja: David Gutjar, gościnnie: BRX, Norek)
15. "Zamknij oczy" (produkcja: DJ Vasquez, PRW.RS)
16. "Ostatni bastion" (produkcja: PRW.RS, gościnnie: DJ Zombi)
17. "W jedną stronę REMIX" (produkcja: PRW.RS)
18. "To jest Kajman! REMIX" (produkcja: Janek)

Notatki
- A^ W utworze wykorzystano sample z piosenki "The Revolution" w wykonaniu Chrisa de Burgha[3].